# Time and Again
Pour les articles homonymes, voir Dans le torrent des siècles.
Time and Again est une œuvre pour orchestre de Tristan Murail, composée en 1985.

## Histoire
Cette œuvre est une commande de l'Orchestre symphonique de Birmingham. Tristan Murail en publie la partition en 1985 aux éditions Henry Lemoine. Son titre reprend celui d'un roman de science-fiction de Clifford D. Simak, traduit sous le titre Dans le torrent des siècles. En effet, Tristan Murail a un frère spécialiste de science-fiction, Lorris Murail, et lui-même souhaite jouer avec le temps comme dans les histoires de voyage dans le temps : 

« Ici, la forme musicale cherche à créer une architecture du temps plus complexe, qui joue de flash-backs, prémonitions, boucles..., comme si l'on se trouvait dans une sorte de machine à remonter le temps. […] A peu près aux deux tiers de la pièce, le temps s'inverse et s'écoule deux fois plus vite - on repasse, plus symboliquement que textuellement, par toutes les étapes des deux premiers tiers, avec parfois des superpositions, des inserts ou des raccourcis. »

Il était prévu que cette commande soit jouée avec la Turangalîla-Symphonie d'Olivier Messiaen. « Cela explique qu'un auditeur attentif trouvera peut-être quelques allusions à cette symphonie dans Time and Again... »
Time and again est créé le 21 janvier 1986 à l'hôtel de ville de Birmingham (Angleterre), par l'Orchestre symphonique de Birmingham sous la direction de Simon Rattle.
Son exécution dure à peu près 15 minutes.

## Effectif
Trois flûtes, trois hautbois, quatre clarinettes, deux bassons, quatre cors, trois trompettes, trois trombones, tuba, quatre percussionnistes, piano, clavier électronique/MIDI/synthétiseur (DX7) , huit violons, six violons II, quatre altos, quatre violoncelles, trois contrebasses

## Discographie
- Gondwana, Désintégrations, Time And Again, par l'Ensemble de l'itinéraire sous la direction d'Yves Prin, 1987, Musique française d'aujourd'hui.